# Torneios WTA Tier IV
Os torneios WTA Tier IV foram torneios de tênis de quarto nível da Women's Tennis Association realizados de 1990 até o final da temporada de 2008. De 1988 a 1990, os diferentes níveis de torneios WTA foram referidos pelo termo "Categoria", e havia 5 categorias. A programação dos eventos variou ao longo dos anos, com torneios sendo promovidos, rebaixados ou cancelados. Alguns dos torneios de menor expressão tornaram-se eventos Tier V entre 1990 e 1992, e mais tarde de 2001 a 2005, antes de serem integrados novamente aos Tier IV.
Em 2009, a WTA mudou as categorias do torneio, de modo que a maioria dos torneios Tier III e Tier IV de 2008 passaram a estar em uma categoria, "International Tournaments".

## Eventos
| Torneio                     | Também conhecido como          | Cidade(s)                          | País | Piso        | Tier IV a partir de | Anos |
| --------------------------- | ------------------------------ | ---------------------------------- | ---- | ----------- | ------------------- | ---- |
| Puerto Rico Open [en]       | Honda Classic                  | San Juan (1991–1993) Dorado (1990) | PUR  | Duro        | 1990–1993           | 4    |
| Kansas [en]                 | Avon Championships of Kansas   | Wichita, KS                        | USA  | Duro        | 1990                | 1    |
| Albuquerque [en]            | Virginia Slims of Albuquerque  | Albuquerque, NM                    | USA  | Duro        | 1990–1991           | 2    |
| Nashville [en]              | Virginia Slims of Nashville    | Nashville, TN                      | USA  | Duro        | 1990–1991           | 2    |
| Birmingham Classic          | Aegon Classic                  | Birmingham                         | GBR  | Grama       | 1990–1992           | 3    |
| Brisbane International [en] | Danone Durocourt Championships | Brisbane                           | AUS  | Duro        | 1990–1992           | 3    |
| Swiss Open                  | European Open                  | Geneva (1990–1991) Lucerne (1992)  | SUI  | Saibro      | 1990–1992           | 3    |
| Indianapolis [en]           | Virginia Slims of Indianapolis | Indianapolis                       | USA  | Duro        | 1990–1992           | 3    |
| Memphis [en]                | Virginia Slims of Oklahoma     | Memphis                            | USA  | Duro        | 1990–1992           | 3    |
| Paris                       | Clarins Open                   | Paris                              | FRA  | Saibro      | 1990–1992           | 3    |
| Strasbourg                  | Internationaux de Strasbourg   | Estrasburgo                        | FRA  | Saibro      | 1990–1992           | 3    |
| Tokyo                       | Suntory Japan Open             | Tóquio                             | JPN  | Duro        | 1990–1992           | 3    |
| Bayonne [en]                | Whirlpool Open                 | Bayonne                            | FRA  | Carpete (i) | 1991–1992           | 2    |
| Kuala Lumpur [en]           | Malaysian Women's Open         | Kuala Lumpur                       | MYS  | Duro (i)    | 1992–1993           | 2    |
| Taipei                      | P&G Taiwan Women's Open        | Taipei                             | TWN  | Duro        | 1992–1994           | 3    |